# Jessica Breach
Pour les articles homonymes, voir Breach.
Pas d'image ? Cliquez ici

a Compétitions nationales et continentales officielles uniquement.

b Matchs officiels uniquement.
Jessica Breach, née le 4 novembre 1997 à Chichester (Angleterre) est une joueuse internationale anglaise de rugby à XV et à sept, évoluant au poste d'ailier. Elle joue aux Saracens. 

## Biographie
Jessica Breach débute le rugby à XV à l'âge de six ans, au Chichester RFC. Elle joue ensuite au Pullborough RFC avant de signer au Aylesford Bulls RFC (en) en 2016. Pour sa première saison en senior, elle inscrit dix essais en dix matchs et elle remporte le titre national. À l'occasion de sa première sélection la même saison avec les Red Roses contre le Canada, elle inscrit six essais. Au match retour, elle en marque encore cinq. 
Elle consacre l'année 2018 au rugby à sept, et prend part aux Jeux du Commonwealth et à la Coupe du monde à San Francisco. 
En 2019, elle fait partie partie des joueuses mises son contrat par la férération anglaise (RFU). Elle participe au Tournoi des Six Nations, dont elle termine meilleure marqueuse avec dix essais[réf. nécessaire].
En 2020, elle est encore en tête du classement des meilleures marqueuses du Tournoi[réf. nécessaire].
En 2021, Jessica Breach remporte une deuxième titre national avec les Harlequins, mais elle ne joue pas la finale, blessée durant la demi-finale où elle a marqué un doublé[réf. nécessaire].
À la fin de la saison 2021-2022, elle s'engage avec les Saracens. En fin d'année, elle est sélectionnée pour la Coupe du monde, où elle réalise notamment un doublé en demi-finale contre le Canada[réf. nécessaire].
Elle finit deuxième meilleure marqueuse du Tournoi 2023[réf. nécessaire] et à l'automne, elle fait partie des trente joueuses qui partent en Nouvelle-Zélande participer au WXV 2023, et le remporter.
Lors du WXV 2024, Jessica Breach se blesse à la hanche et passe cinq mois sans jouer. Elle retrouve le terrain en février 2025 contre les Exeter Chiefs.
En juillet 2025, elle est sélectionnée pour la Coupe du monde en Angleterre.

## Palmarès

### En club
- Vainqueur du Championnat d'Angleterre en 2017 et 2021.

### En équipe nationale

#### Rugby à XV
- Vainqueur du Tournoi des Six Nations en 2019, 2020, 2021, 2022, 2023, 2024 et 2025.
- Finaliste de la Coupe du monde en 2021.
- Vainqueur du WXV en 2023 et 2024.

#### Rugby à sept
- Médaille de bronze aux Jeux du Commonwealth 2018.

### Distinctions personnelles
- Meilleure marqueuse du Tournoi des Six Nations en 2019 et 2020.